# Laguna Palmas
A  Laguna Palmas  é um lago localizado na Guatemala. Localiza-se no departamento de Huehuetenango, Município de Nentón.